# Girolamo
Girolamo  è un nome proprio di persona italiano maschile.

## Varianti
- Maschili: Gerolamo[1], Geronimo[1][2][3]
  - Ipocoristici: Geromino, Momo, Momolo[4]
- Femminili: Girolama, Gerolama, Gerolima, Geronima, Geromina
  - Alterati: Gerolamina, Gerolomina

### Varianti in altre lingue
- Catalano: Jeroni
- Ceco: Jeroným
- Croato: Jeronim[1], Jerolim
  - Ipocoristici: Jerko[1], Jere
- Finlandese
  - Ipocoristici: Roni[5]
- Francese: Jérôme[1][2], Jérome[6], Gérôme
- Gallese: Jerome
- Greco antico: Ἱερώνυμος (Hieronymos)[1][6]
- Inglese: Hieronymus, Jerome[1][6][2]
  - Ipocoristici: Jerry[1][2]
- Irlandese: Ieróim
- Latino: Hieronymus[1][6]
- Latino medievale: Ieronimus[1], Geronimus[2], Jeronimus[2], Geronim[2], Jeronim[2]
- Olandese: Hieronymus[1], Hiëronymus, Jeroen[1][2]
- Piemontese: Giròni
- Polacco: Hieronim
- Portoghese: Jerónimo[1]
- Portoghese brasiliano: Jerônimo[1]
- Russo: Иероним (Ieronim)
- Sardo: Jerone
- Slovacco: Jarolím
- Svedese: Hieronymus
- Spagnolo: Jerónimo[1][2], Gerónimo[1]
  - Femminili: Jerónima
- Tedesco: Hieronymus[1]
- Ungherese: Jeromos

## Origine e diffusione
Deriva dal nome greco Ἱερώνυμος (Hieronymos) che, composto dai termini ἱερός (hierós, "sacro") e ὄνυμα (ónyma o ónuma, una forma dialettale di ὄνομᾰ, ónoma, "nome"), significa letteralmente "nome sacro".
In uso già presso gli antichi greci, il nome Hieronymos sembra riflettere un antico eufemismo religioso, utilizzato probabilmente come perifrasi per indicare una particolare divinità pagana. Successivamente, però, è presumibile che questa espressione sia entrata in uso anche nei primi ambienti cristiani, dove "Il Nome Sacro" divenne probabilmente un eufemismo per lo stesso nome di Dio. Nella cultura ebreo-cristiana, d'altronde, non erano affatto rari gli eufemismi di questo genere, come dimostrano i tanti appellativi di Dio usati ancora ai giorni nostri (es. "il Signore", "il Creatore", "l'Eterno", "il Re dei Cieli", etc): nella tradizione ebraica, curiosamente, esiste un eufemismo molto simile a quello di Hieronymos, ovvero HaShem ("Il Nome" in ebraico).
Ora, a proposito della diffusione del nome, va detto che il greco Hieronymos venne dapprima latinizzato nella forma Hieronymus, raggiungendo nel Medioevo una gran varietà di forme, quali Ieronimus, Geronimus, Jeronimus; in alcuni documenti storici britannici si trovano anche esempi vernacolari quali Geronim e Jeronim; lì, però, venne anche confuso con un antico nome germanico, Gerram, portato in Gran Bretagna dai Normanni e composto dagli elementi gêr, "lancia", e hraben, "corvo".
Dalla forma latina, venne italianizzato in Ieronimo o Geronimo (fra le forme antiche, anche Hieronimo e Jeronimo). Il passaggio da Geronimo a Gerolamo (da cui anche Girolamo) è dovuto invece a un'alterazione del nome tipica della lingua parlata, secondo un principio altamente riscontrabile nell'onomastica di epoca medievale. Proprio in tale periodo, specie in Italia e Francia, l'uso del nome era dovuto perlopiù al culto verso san Girolamo; in Inghilterra si diffuse poco più tardi, a partire dal XII secolo.

## Onomastico

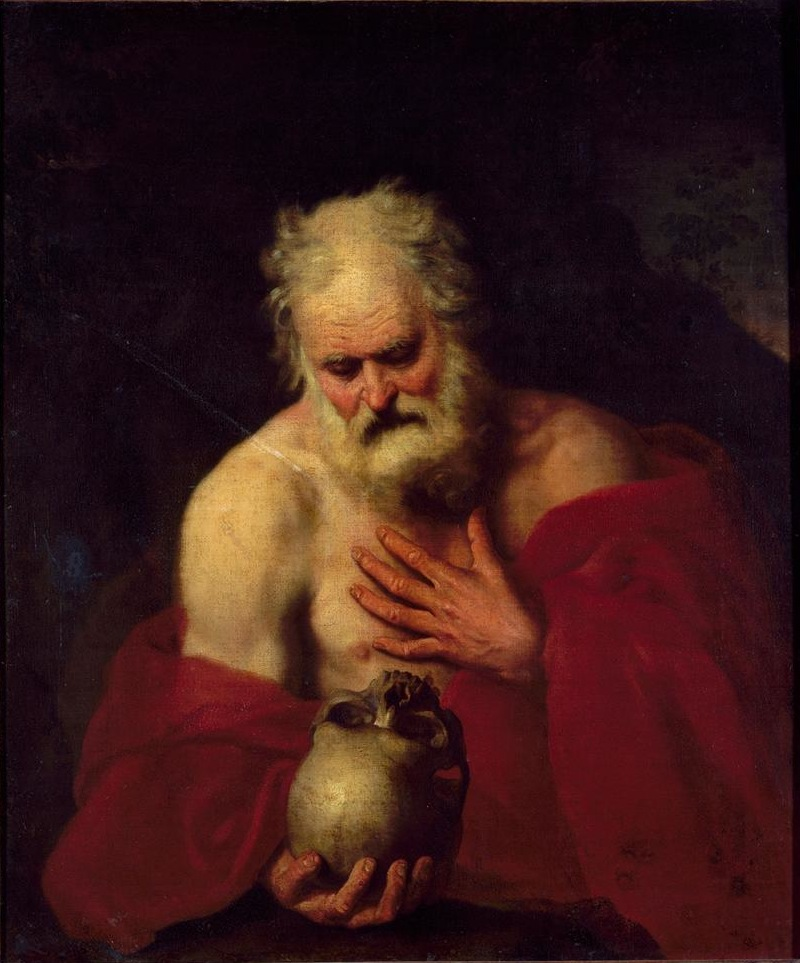
San Girolamo, di Gabriel-François Doyen

Sono numerosi i santi con questo nome: l'onomastico si festeggia di solito il 30 settembre in onore di san Girolamo, sacerdote e Dottore della Chiesa, patrono degli archeologi, degli studiosi e dei bibliotecari, oppure l'8 febbraio, in ricordo di san Gerolamo Emiliani, patrono degli orfani e dei giovani abbandonati. Tra gli altri santi e beati che lo portano si ricordano, nelle seguenti date:
- 12 marzo, beato Girolamo da Recanati, sacerdote[7]
- 22 luglio, san Girolamo di Pavia, vescovo[7]
- 5 ottobre, san Girolamo di Nevers, vescovo[7]
- 1º novembre, san Girolamo Hermosilla, vescovo e martire con altri compagni a Hải Dương, Vietnam[7]
- 1º dicembre, san Girolamo de Pratis, religioso mercedario e martire a Tunisi[7]
- 11 dicembre, beato Girolamo da Sant'Angelo in Vado, sacerdote servita

## Persone

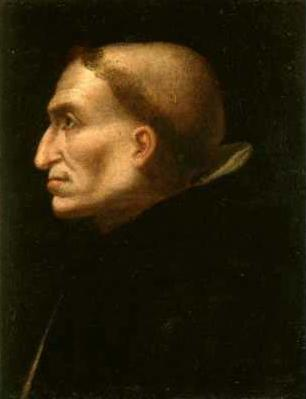
Girolamo Savonarola

- Girolamo, scrittore, teologo e santo romano
- Girolamo da Praga, teologo ceco
- Girolamo di Romano, vero nome del Romanino, pittore italiano
- Girolamo Aleandro, cardinale e umanista italiano
- Girolamo Bonaparte, re di Westfalia, principe di Monfort e Maresciallo di Francia
- Girolamo Cardano, matematico, medico e astrologo italiano
- Girolamo Crescentini, cantante lirico, sopranista, maestro di canto e compositore italiano
- Girolamo Fabrici d'Acquapendente, anatomista, chirurgo e fisiologo italiano
- Girolamo Fracastoro, medico, filosofo, astronomo, geografo e letterato italiano
- Girolamo Frescobaldi, compositore, organista e clavicembalista italiano
- Girolamo Li Causi, politico italiano
- Girolamo Magnani, decoratore e scenografo italiano
- Girolamo Mercuriale, medico e filosofo italiano
- Girolamo Riario, nobile italiano
- Girolamo Savonarola, religioso e politico italiano
- Girolamo Segato, cartografo, naturalista ed egittologo italiano
- Girolamo Sirchia, politico italiano
- Girolamo Tiraboschi, erudito e storico della letteratura italiano

### Variante Gerolamo

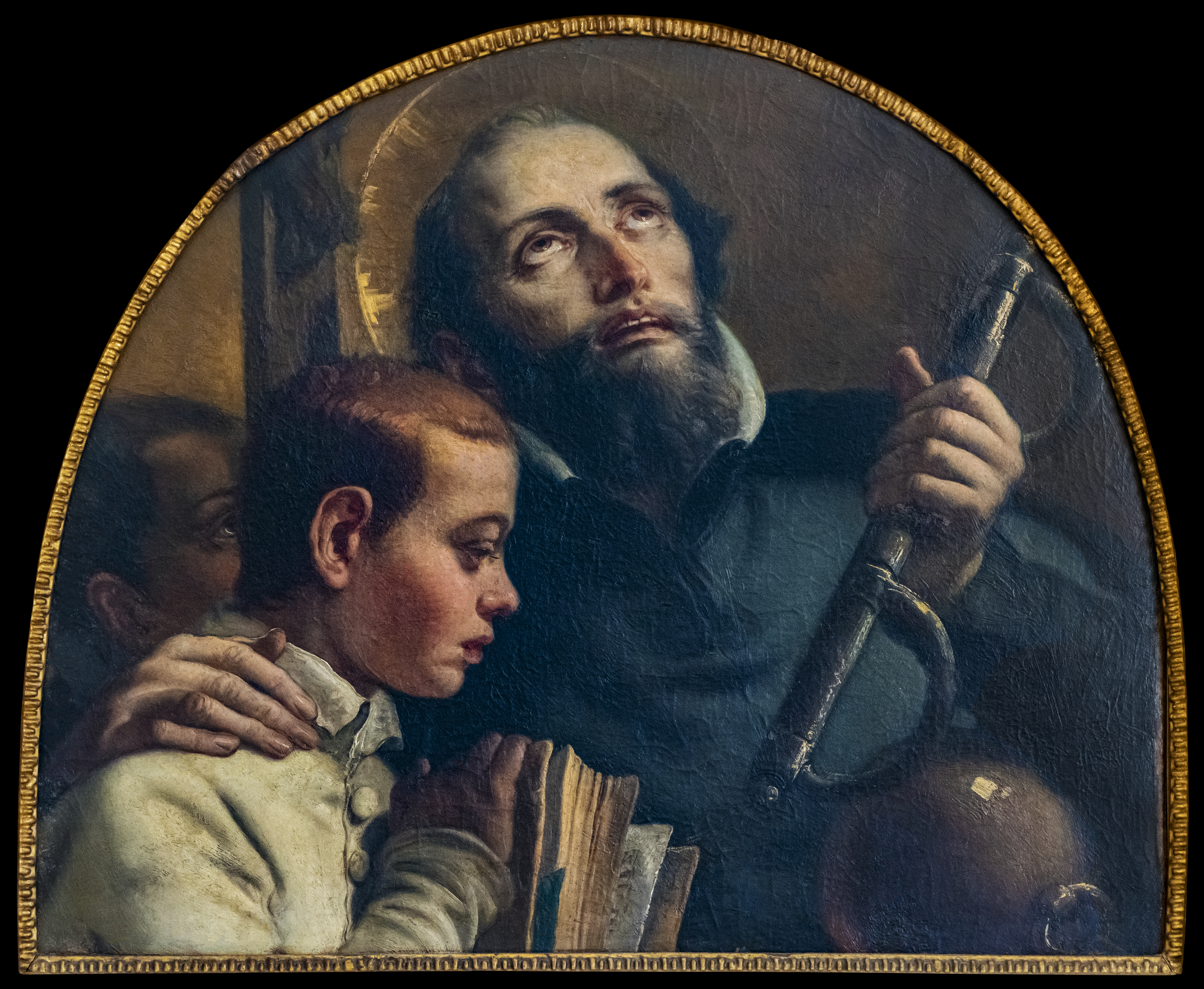
Gerolamo Emiliani

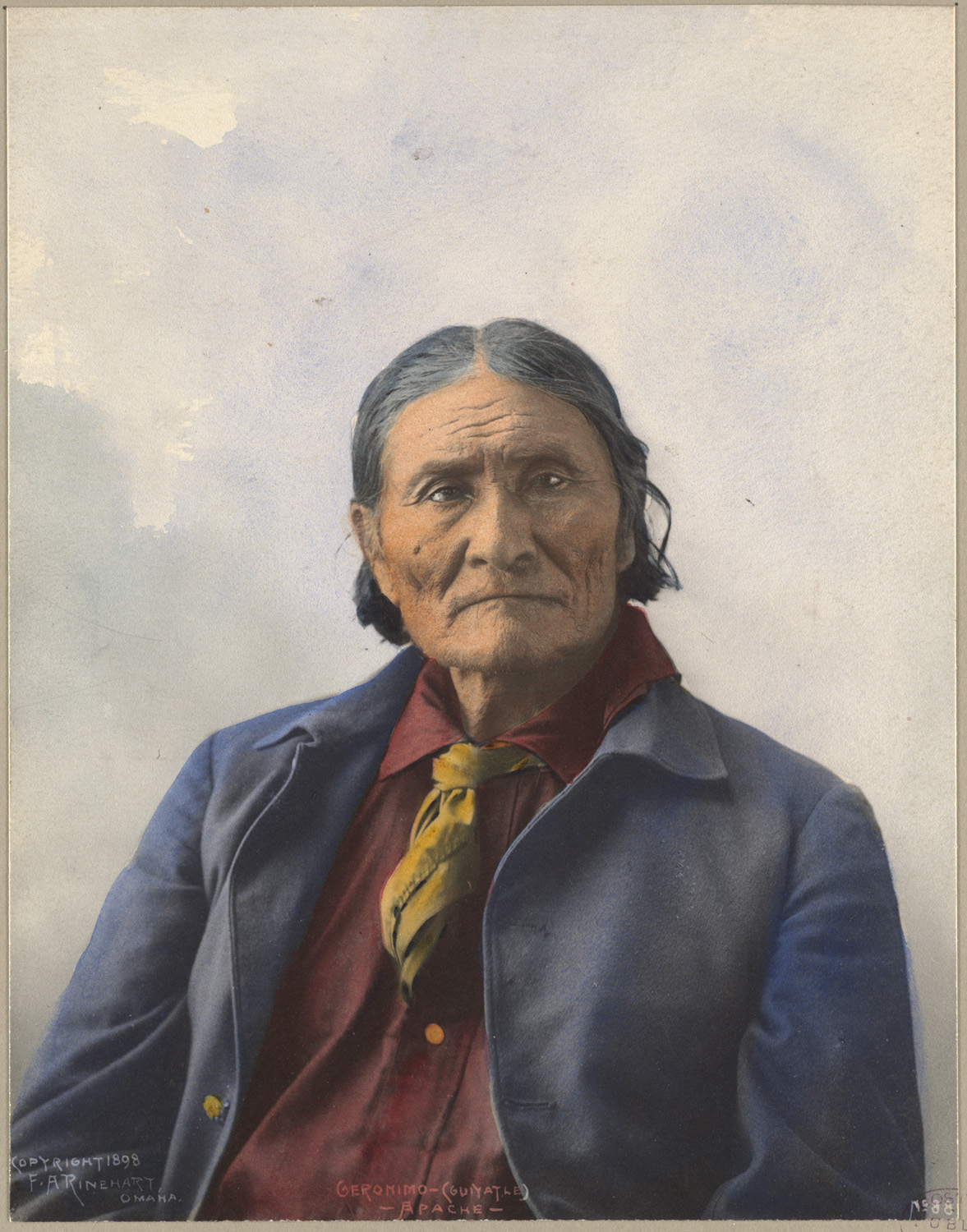
Geronimo

- Gerolamo Boccardo, economista e politico italiano
- Gerolamo Chiavari, doge della Repubblica di Genova
- Gerolamo De Franchi Toso, doge della Repubblica di Genova
- Gerolamo Emiliani, religioso e santo italiano
- Gerolamo Gaslini, imprenditore, filantropo e politico italiano
- Gerolamo Genga, pittore, architetto e scultore italiano
- Gerolamo Giovenone, pittore italiano
- Gerolamo Induno, pittore e patriota italiano
- Gerolamo Lodron, condottiero italiano
- Gerolamo Porporato, giurista e politico sabaudo
- Gerolamo Ramorino, generale italiano

### Variante Geronimo
- Geronimo, condottiero nativo americano
- Geronimo, figlio di Carlo Martello
- Geronimo di Cardia, storico e generale greco antico
- Geronimo di Siracusa, tiranno di Siracusa
- Geronimo Meynier, attore italiano

### Variante Jerónimo

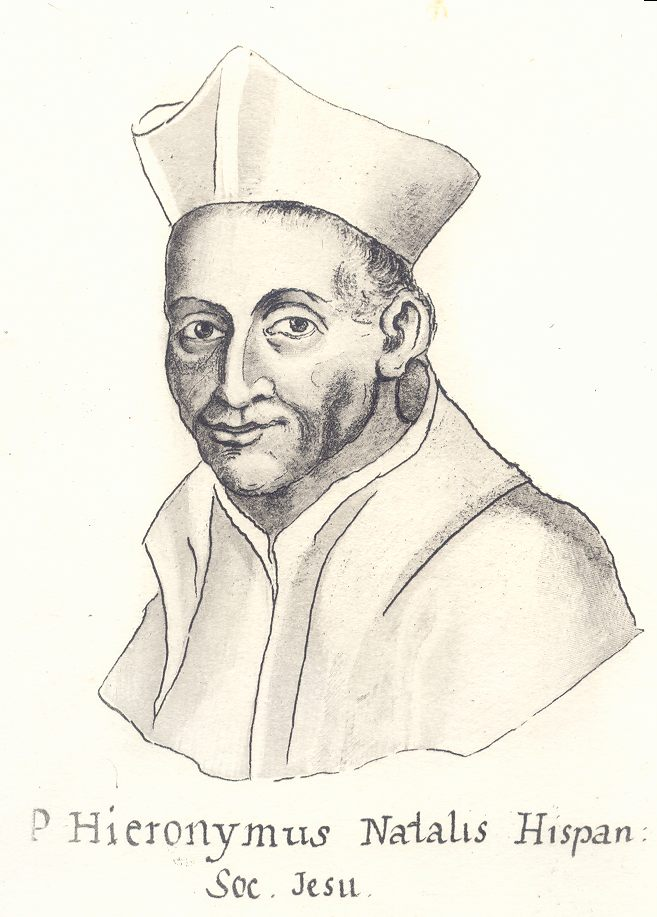
Jerónimo Nadal

- Jerónimo Amione, calciatore messicano
- Jerónimo de Alderete, conquistador spagnolo
- Jerónimo Román de la Higuera, gesuita e storico spagnolo
- Jerónimo Francisco de Lima, compositore portoghese
- Jerónimo Doménech, gesuita spagnolo
- Jerónimo Figueroa Cabrera, calciatore spagnolo
- Jerónimo Javier, gesuita spagnolo
- Jerónimo Lobo, religioso portoghese
- Jerónimo Méndez Arancibia, medico e politico cileno
- Jerónimo Nadal, gesuita spagnolo
- Jerónimo Saavedra, politico spagnolo
- Jerónimo Tristante, scrittore spagnolo
- Jerónimo Vidal, pilota motociclistico spagnolo
- Jerónimo Xavierre, cardinale spagnolo
- Jerónimo Zurita y Castro, storico spagnolo

### Variante Hieronymus
- Hieronymus Bock, botanico tedesco
- Hieronymus Bosch, pittore olandese
- Hieronymus Cock, pittore fiammingo

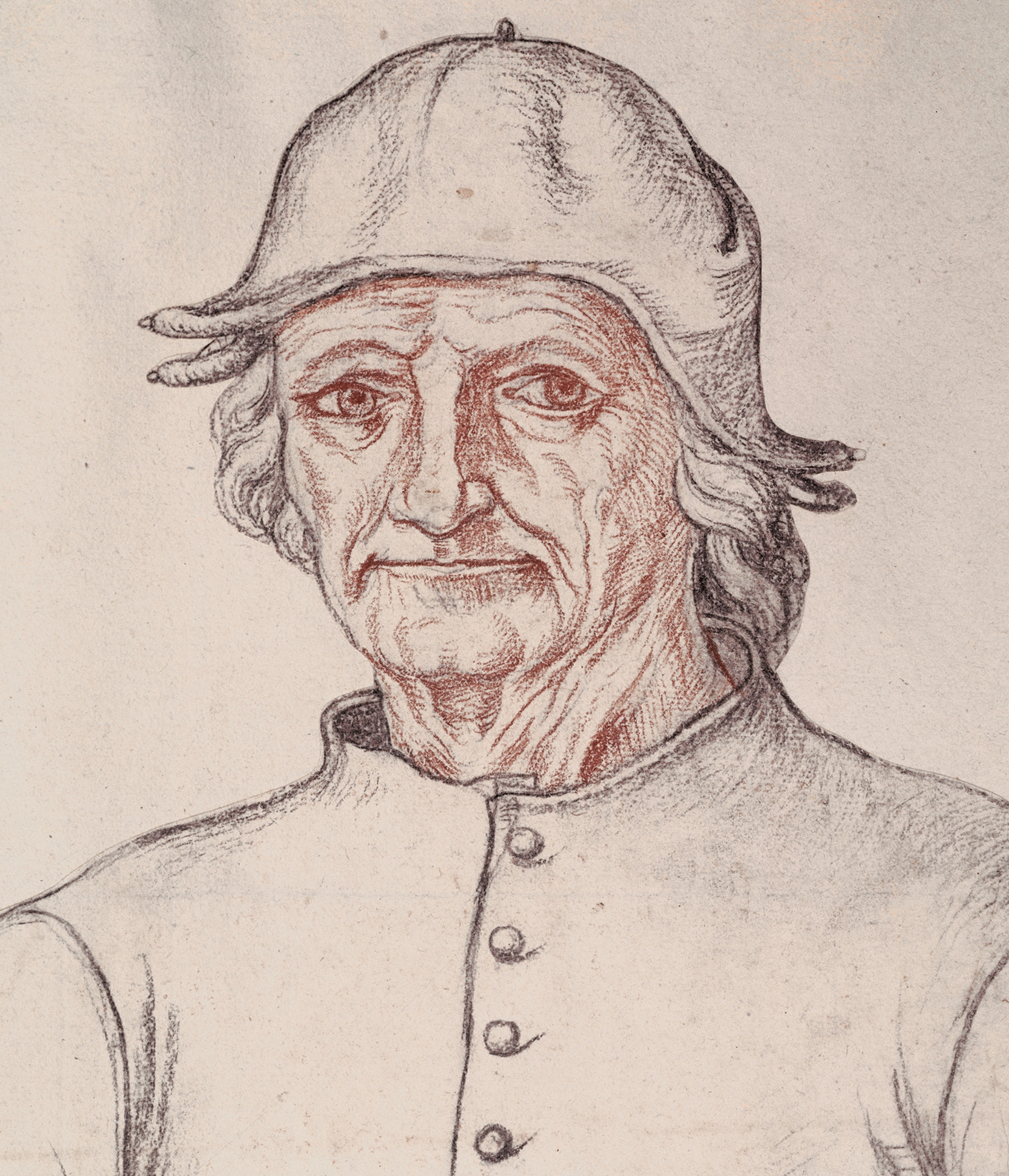
Hieronymus Bosch

- Hieronymus Francken I, pittore e disegnatore fiammingo
- Hieronymus Francken II, pittore fiammingo
- Hieronymus Francken III, pittore fiammingo
- Hieronymus David Gaubius, medico e chimico tedesco
- Hieronymus van Alphen, poeta e scrittore olandese
- Hieronymus von Colloredo, arcivescovo cattolico austriaco
- Hieronymus Wolf, umanista e storico tedesco

### Variante Jérôme
- Jérôme Boateng, calciatore tedesco

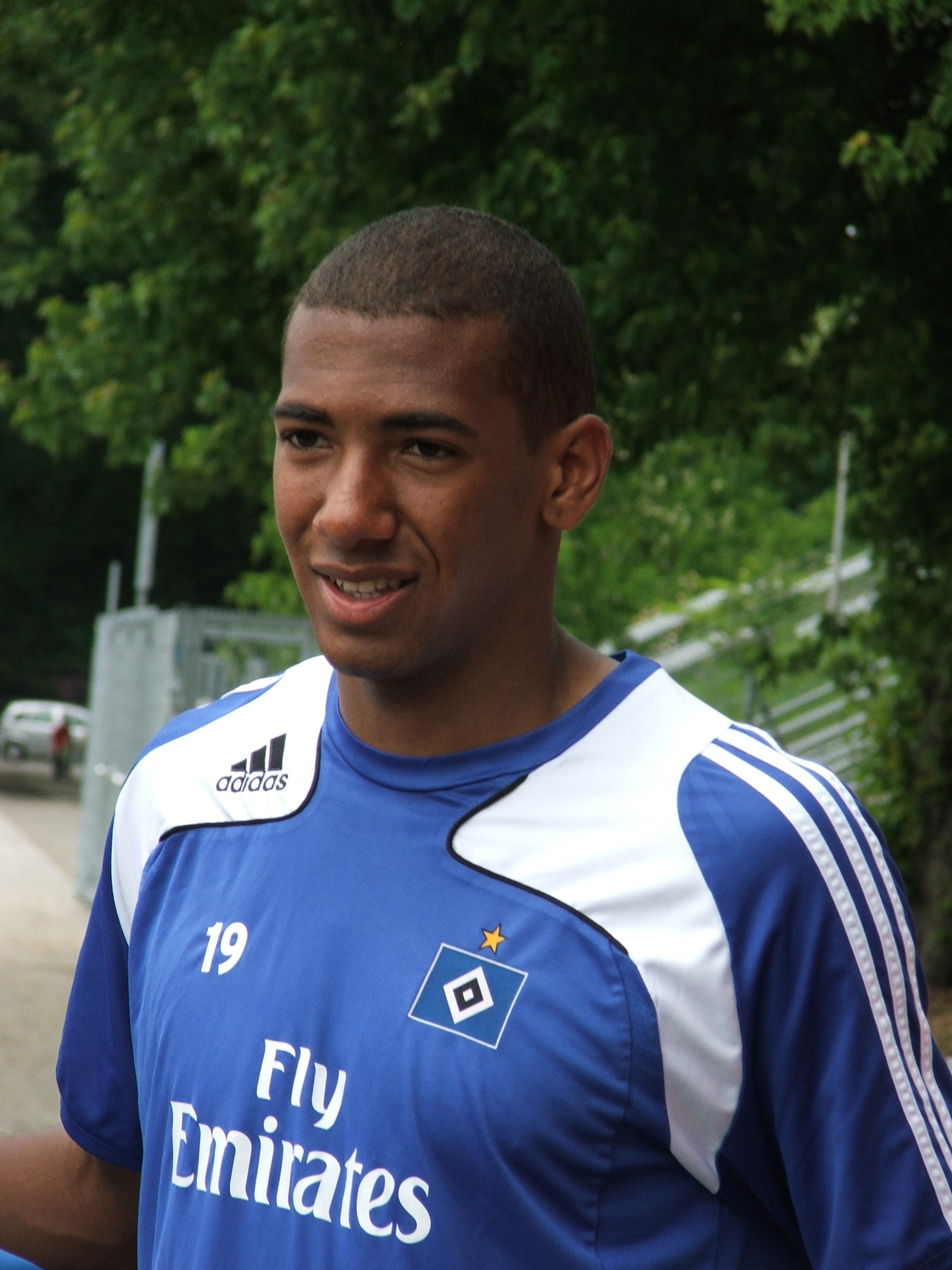
Jérôme Boateng

- Jérôme Coppel, ciclista su strada francese
- Jérôme d'Ambrosio, pilota automobilistico belga
- Jérôme Lalande, astronomo francese
- Jérôme Le Banner, kickboxer e artista marziale misto francese
- Jérôme Lejeune, genetista, pediatra e attivista francese
- Jérôme Pétion de Villeneuve, avvocato e rivoluzionario francese

### Variante Jerome

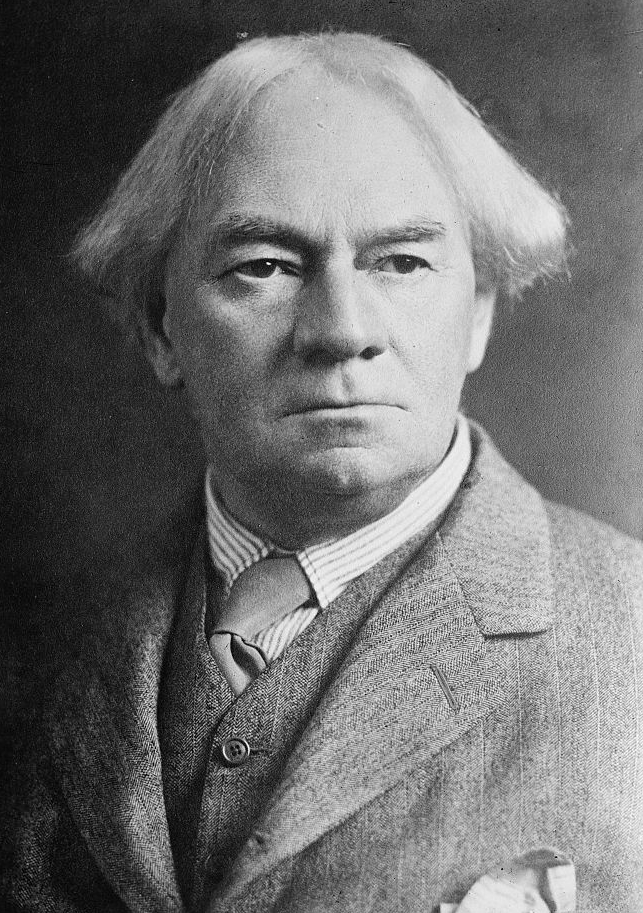
Jerome Klapka Jerome

- Jerome Bettis, giocatore di football americano statunitense
- Jerome Bruner, psicologo statunitense
- Jerome Clark, ricercatore e scrittore statunitense
- Jerome Hines, basso statunitense
- Jerome Kaino, rugbista a 15 neozelandese
- Jerome Karle, chimico statunitense
- Jerome Klapka Jerome, scrittore, giornalista e umorista britannico
- Jerome Robbins, regista, coreografo e ballerino statunitense

### Variante Jeroen

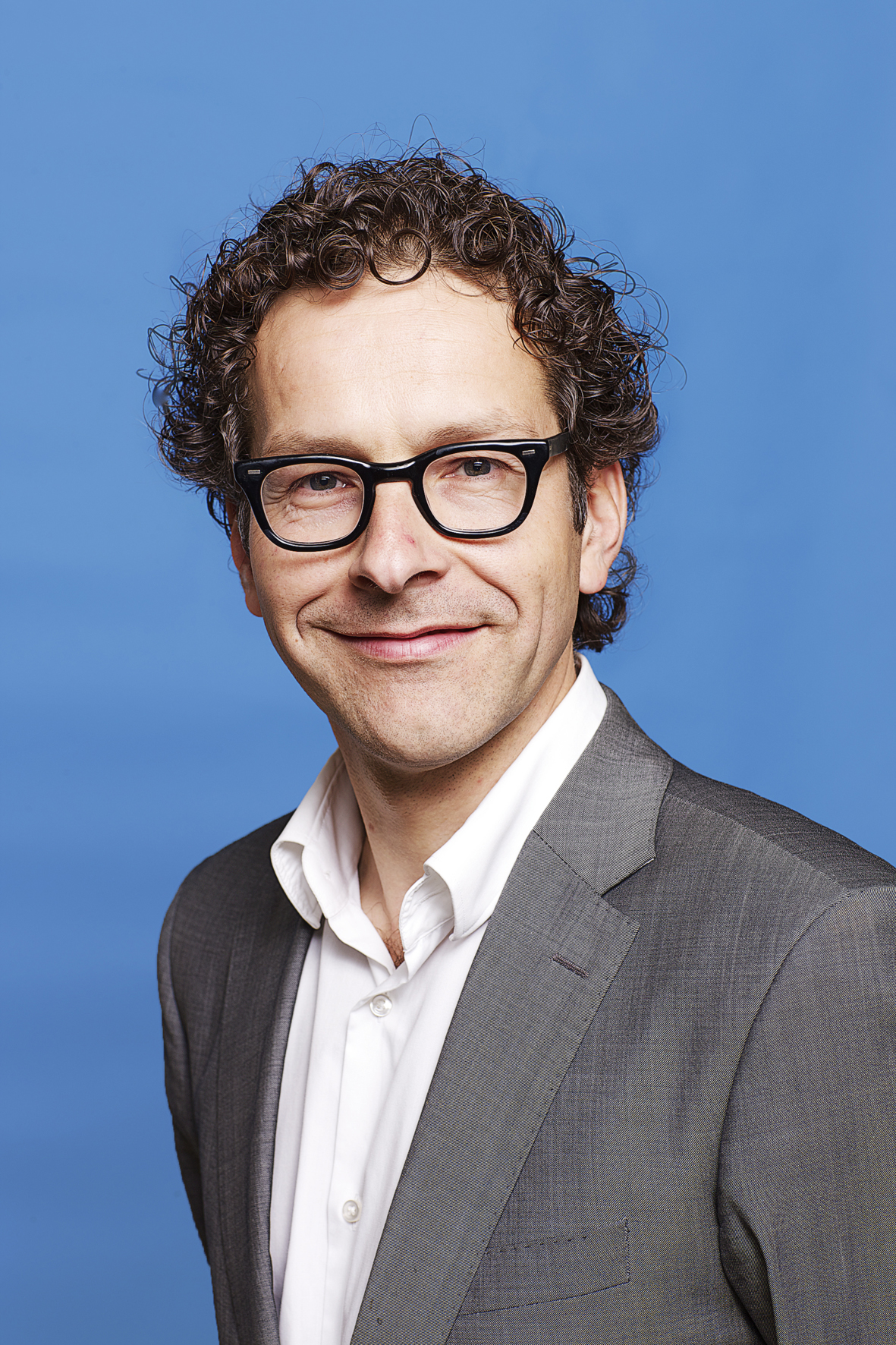
Jeroen Dijsselbloem

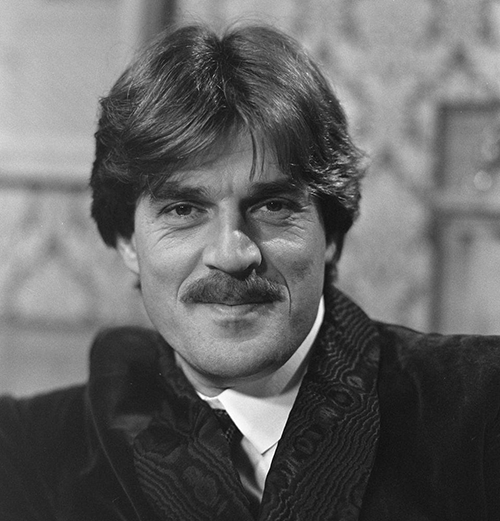
Jeroen Krabbé

- Jeroen Blijlevens, ciclista su strada e dirigente sportivo olandese
- Jeroen Dijsselbloem, politico olandese
- Jeroen Drost, calciatore olandese
- Jeroen Krabbé, attore e regista olandese
- Jeroen Piket, scacchista olandese
- Jeroen Rauwerdink, pallavolista olandese
- Jeroen Simaeys, calciatore belga
- Jeroen Tel, musicista olandese
- Jeroen Tesselaar, calciatore olandese
- Jeroen Paul Thesseling, bassista olandese
- Jeroen Trommel, pallavolista olandese
- Jeroen van Veen, bassista olandese
- Jeroen Verhoeven, calciatore olandese
- Jeroen Zoet, calciatore olandese

### Altre varianti maschili
- Jeronimo de la Ossa, ingegnere e poeta panamense
- Ieronimo di Rodi, filosofo greco antico
- Jeronimo Jiménez de Urrea, scrittore spagnolo
- Jérome Lejeune, musicologo belga
- Jerko Leko, calciatore croato
- Hieronim Augustyn Lubomirski, condottiero polacco

### Varianti femminili
- Girolama Borgia, figlia di Papa Alessandro VI
- Jerónima de Burgos, attrice teatrale spagnola
- Geronima Mazarino, sorella di Giulio Mazzarino
- Gerolama Orsini, moglie di Pier Luigi Farnese

## Il nome nelle arti
- Geronimo Stilton è un personaggio dell'omonima serie di libri per bambini.
- Momolo, personaggio letterario protagonista di due opere teatrali di Carlo Goldoni.
- Jerome è il nome di un personaggio della sitcom per adulti I Griffin.